# Recreio Desportivo de Águeda
O Recreio Desportivo de Águeda é um clube desportivo português, localizado na cidade de Águeda, distrito de Aveiro, que utiliza o Estádio Municipal de Águeda.

## História
O clube foi fundado em 10 de Abril de 1924 e é principalmente vocacionado para o Futebol e Atletismo.
Ao longo da sua história, o Recreio Desportivo de Águeda, teve uma presença na atual Primeira Liga (1983/84), outra na atual Segunda Liga (1990/91), 19 no atual Campeonato Nacional de Seniores e 18 na extinta III Divisão.
O clube teve dois casos marcantes a nível disciplinar, um que impediu a sua promoção à atual Primeira Liga, conhecido como o caso "Gerúsio" e outro que ditou a despromoção aos campeonatos da AF de Aveiro, apesar de ter assegurado a manutenção em campo.
A formação do RDA, ao longo dos anos produziu jogadores que se transferiram para as equipas da formação de grandes clubes em Portugal, nomeadamente Diogo Galhano para o Boavista, Miguel Mota para o Belenenses, Zé Miguel para a União de Leiria, Stéphane Oliveira, Ricardo Pinto e Gustavo Miranda para o FC Porto, Vidal, Albano Soares e Fábio Cardoso para o Benfica, bem como Zé Nuno Amaro que atuou no SC Braga.
O clube foi também treinado em tempos pelos conhecidos treinadores José Maria Pedroto e Mário Wilson.
Em 2010, estabeleceu um acordo com a Proline Soccer Academy, que possibilitou a transferência de dois jogadores internacionais pela seleção do Uganda, Alex Kakuba e Simon Mbaziira.
Noutros tempos, o clube também dinamizou e destacou-se na Canoagem, no Atletismo e no Ciclismo, onde disputou a Volta a Portugal em Bicicleta de 1964.
Atualmente o clube é gerido por uma Comissão Administrativa e tem as suas dívidas liquidadas com o Estado. O clube atua no Campeonato SABSEG AF Aveiro.

## Palmarés[11]
- Campeonato de Elite AF Aveiro (5) - 1966-67, 1973-74, 2005-06, 2007-08, 2015-16
- Taça AF Aveiro (3) - 1947-48, 2013-14, 2014-15, 2015-16
- Supertaça AF Aveiro (3) - 2007-08, 2014-15, 2015-16
- Campeonato Distrital de Juniores (3) - 1958-59, 1959-60, 1992-93
- Campeonato Distrital de Juvenis (6)
- Campeonato Distrital de Iniciados (6) - 1991/92, 2008/09
- Campeonato Distrital de Infantis (3)

## Pessoas notáveis
- Luís Castro
- Hernâni
- Sucena
- Augusto Semedo

## Ligações
- http://v1.foradejogo.net/history.php?team=71
- http://www.recreiodeagueda.pt
- https://www.facebook.com/profile.php?id=100002907964297